# كوليان (أوزبكستان)
كوليان هي بلدة في مقاطعة جاندار في ولاية بخارى في أوزبكستان.